# Кулогора
Кулогора — деревня в Пинежском районе Архангельской области. Входит в Пинежское сельское поселение.

## Описание
Расположена на правом берегу реки Пинеги в 5 км к северо-востоку от посёлка Пинега и деревни Воепала, в 94 км к северо-западу от села Карпогоры (райцентр) и в 140 км к востоку от Архангельска. Относится к районам Крайнего Севера.
В деревне находится южный конец Кулойского канала. Деревня вытянута вдоль реки и канала, с востока и севера к ней почти примыкает таёжный лес. Вблизи северной окраины находятся Кулогорские пещеры — памятники природы регионального значения.
Через деревню проходит автодорога от М8 к Мезени, пересекающая канал по мосту. Имеются также лесовозная дорога на восток в глубь леса и переправа через Пинегу чуть выше по реке (от левого берега отходит грунтовая дорога к деревням Труфанова, Пиринемь и далее в райцентр).
Деревня входила в Пинежский уезд Северного края, с июля 1929 года входит в состав Пинежского района.

## Население
| 2002 | 2010 | 2012 |
| ---- | ---- | ---- |
| 97   | ↘61  | ↗78  |

Национальный состав (2010) — русские.